# 羅國維
羅國維（英語：Law Kwok Wai，1934年12月12日—2004年5月22日），香港影視演員、無綫電視前藝員，祖籍廣東省中山縣（現今改稱中山市）。

## 背景
羅國維是家中長子，在故鄉中山長大，1949年獨自來香港，於1950年代加入影壇而入行，至1970年代中期加入電視圈，於無綫電視為任演員。
2004年5月22日，羅國維因淋巴癌導致養和醫院去世，享年70歲，骨灰安葬於跑馬地天主教墳場。
羅國維的其妻子為殷巧兒，亦曾於1970年代在任無綫的電視台演員。

## 演出作品

### 無綫電視
- 1974年：《小婦人》
- 1975年：《楊貴妃》 飾 楊國忠
- 1976年：《龍虎豹》
- 1976年：《書劍恩仇錄》 飾 李可秀
- 1976年：《無花果》 飾 周主任
- 1976年：《近代豪俠傳》 飾 恩銘
- 1977年：《大報復》 飾 羅叔狄
- 1977年：《家變》
- 1977年：《金玉奴》
- 1978年：《一代橋王》 飾 縣官
- 1978年：《的士司機》
- 1978年：《強人》 飾 蔡崇明
- 1978年：《小李飛刀之魔劍俠情》 飾 龍嘯雲
- 1979年：《天虹》
- 1979年：《楚留香》飾 胡安屏
- 1980年：《風雲》飾 鍾卓
- 1980年：《親情》
- 1980年：《京華春夢》 飾 趙寶琦
- 1981年：《千王群英會》 飾 倪森
- 1981年：《荳芽夢》
- 1981年：《英雄出少年》
- 1982年：《戲班小子》
- 1982年：《男子漢》
- 1982年：《星塵》
- 1983年：《射鵰英雄傳》 飾 段天德
- 1983年：《再見十九歲》 飾 董福祥
- 1983年：《警花出更》
- 1984年：《畫出彩虹》
- 1984年：《鹿鼎記》 飾 吳之榮
- 1984年：《秋瑾》 飾 貴福
- 1984年：《新紮師兄》飾 謝堅（謝穎芝父親）
- 1985年：《呂四娘》 飾 隆科多
- 1985年：《楚河漢界》飾 宋義
- 1985年：《雪山飛狐》飾 陸菲青
- 1986年：《神勇CID》
- 1986年：《城市故事》
- 1986年：《倚天屠龍記》
- 1987年：《新紮師兄1988》
- 1988年：《絕代雙驕》
- 1988年：《鬥氣一族》
- 1989年：《吉星報喜》飾 金銀鳳之父
- 1989年：《淘氣雙子星》 飾 校長
- 1990年：《成功路上》
- 1990年：《香港蛙人》 飾 羅展文
- 1991年：《血璽金刀》
- 1991年：《今生無悔》
- 1991年：《卡拉屋企》 飾 布新民
- 1991年：《天龍奇俠》 飾 隆爾
- 1991年：《月兒彎彎照九州》 飾 鄒彼得
- 1992年：《愛生事家庭》 飾 校長
- 1992年：《九反威龍》 飾 狄振華
- 1993年：《如來神掌再戰江湖》
- 1994年：《金毛獅王》
- 1994年：《第三類法庭》
- 1994年：《阿Sir早晨》 飾 章國立
- 1995年：《包青天》
- 1996年：《天地男兒》 飾 張錦志
- 1996年：《笑傲江湖》 飾 綠竹翁
- 1996年：《緝私群英》
- 1996年：《五個醒覺的少年》 飾 劉永發
- 1996年：《西遊記》
- 1997年：《難兄難弟》
- 1997年：《天龍八部》 飾 蘇星河
- 1997年：《狀王宋世傑》
- 1998年：《林世榮》
- 1999年：《刑事偵緝檔案4》
- 1999年：《狀王宋世傑2》

### 電影
- 孖生小藝人 (1962)
- 飄零孤鳳 (1962)
- 龍虎下江南(上集) (1963)
- 咖啡女郎 (1963)
- 隱形福星 (1964)
- 龍虎震江南(上集) (1964)
- 龍虎震江南(下集) (1964)
- 警網擒兇 (1966)
- 怪俠一枝梅 (1967)
- 危險十七歲 (1968)
- 鬼馬雙星 (1974)
- 十三號凶宅 (1975)
- 拍案驚奇 (1975)
- 投胎人 (1976)
- 池女 (1976)
- 陸小鳳與西門吹雪 (1979)
- 著錯草鞋走錯路 (1979)
- 隻手遮天 (1980)
- 公子嬌 (1981)
- 凶蠍 (1981)
- 無毒不丈夫 (1981)
- 再生人 (1981)
- 八十二家房客 (1982)
- 一觸驚魂 (1983)
- 專撬牆腳 (1983)
- 鬥氣小神仙 (1985)
- 陰陽界 (1987)
- 福祿雙星 (1989)
- 喋血風雲 (1989)
- 破繭急先鋒 (1991)
- 群星會 (1992)
- 山雞變鳳凰 (1994)